# Luperosaurus iskandari
Luperosaurus iskandari är en ödleart som beskrevs av  Walter Varian Brown SUPRIATNA och OTA 2000. Luperosaurus iskandari ingår i släktet Luperosaurus och familjen geckoödlor. IUCN kategoriserar arten globalt som otillräckligt studerad. Inga underarter finns listade i Catalogue of Life.